# Bolxaia Sosnovka
Bolxaia Sosnovka (en rus: Большая Сосновка) és un poble de l'óblast de Tambov, a Rússia, segons el cens del 2010 tenia 233 habitants.